# Солнцев Микола Адольфович
Солнцев Микола Адольфович (Солнцев-Ельбе; 21 лютого 1902, Єв'є Віленської губернії — 6 листопада 1991, Москва) — російський науковець, фізико-географ, ландшафтознавець і геоморфолог, один з основоположників регіонального ландшафтознавства та педагог. Доктор географічних наук (1964), професор Московського державного університету. Учень О. О. Борзова (1874—1939). Родоначальник «солнцевської» регіональної школи ландшафтознавства.

## Наукова діяльність
Головне наукове досягнення М. А. Солнцева — створення теорії сучасного  ландшафтознавства.
Предметом вивчення  ландшафтознавства вважав ландшафт і його морфологічні складові. Природні територіальні комплекси вищого рангу, ніж ландшафт, він відносив до компетенції фізико-географічного районування. В основу виділення одиниць цього типу М. А. Солнцев також поклав генетичний принцип. При цьому враховував спосіб і час утворення того чи іншого комплексу, історичний хід його розвитку, сучасні природні процеси та їх передбачуваний результат. Практичним підсумком такого підходу стали схеми фізико-географічного районування європейської частини СРСР (1960) і Московської області (1961). 
У  ландшафтознавстві М. А. Солнцев виділив такі розділи: історія, морфологія, динаміка, систематика, методика досліджень, прикладне ландшафтознавство. 